# Galanthus woronowii
Galanthus woronowii là một loài thực vật có hoa trong họ Amaryllidaceae. Loài này được Losinsk. mô tả khoa học đầu tiên năm 1935.

## Hình ảnh

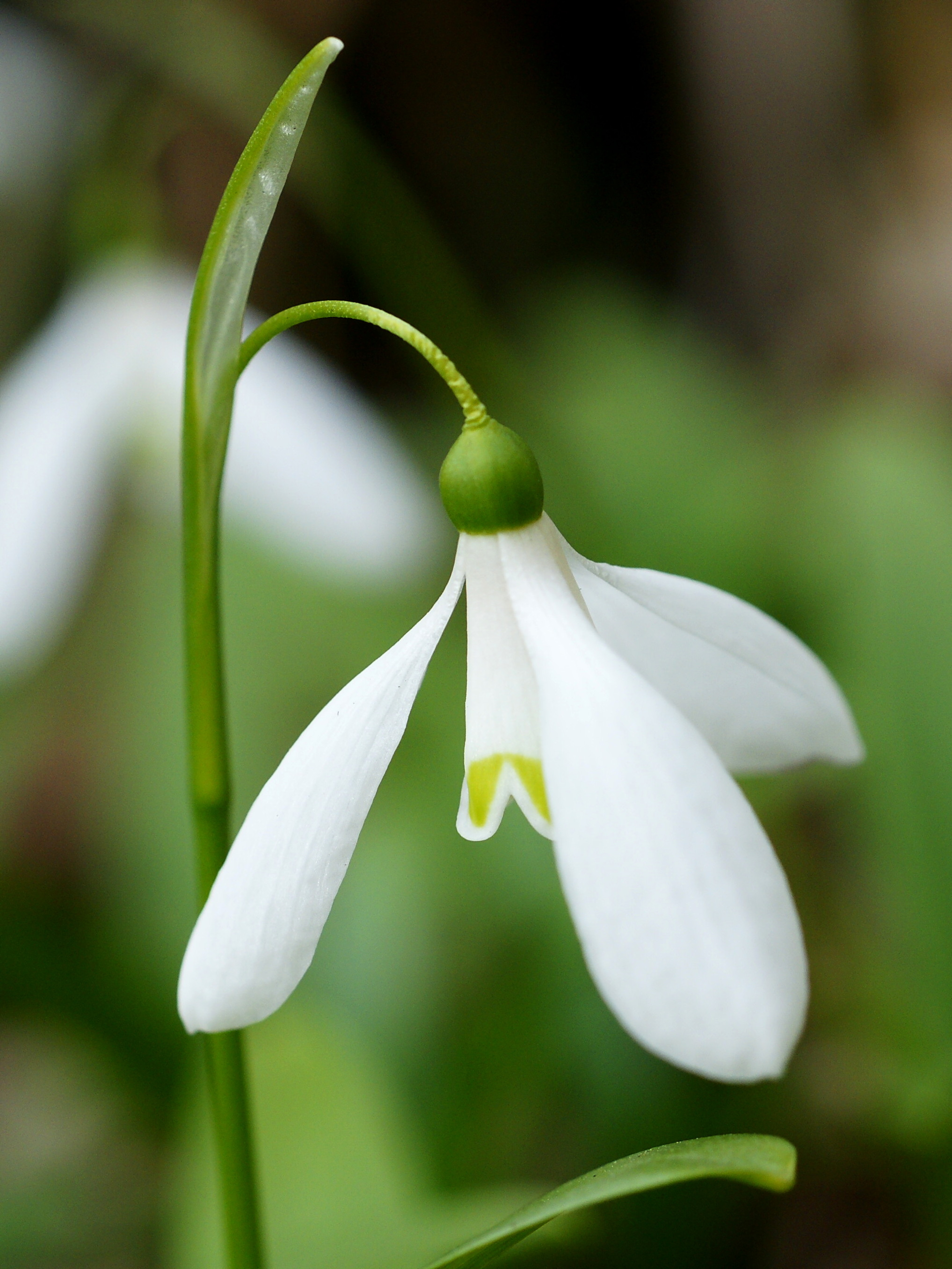
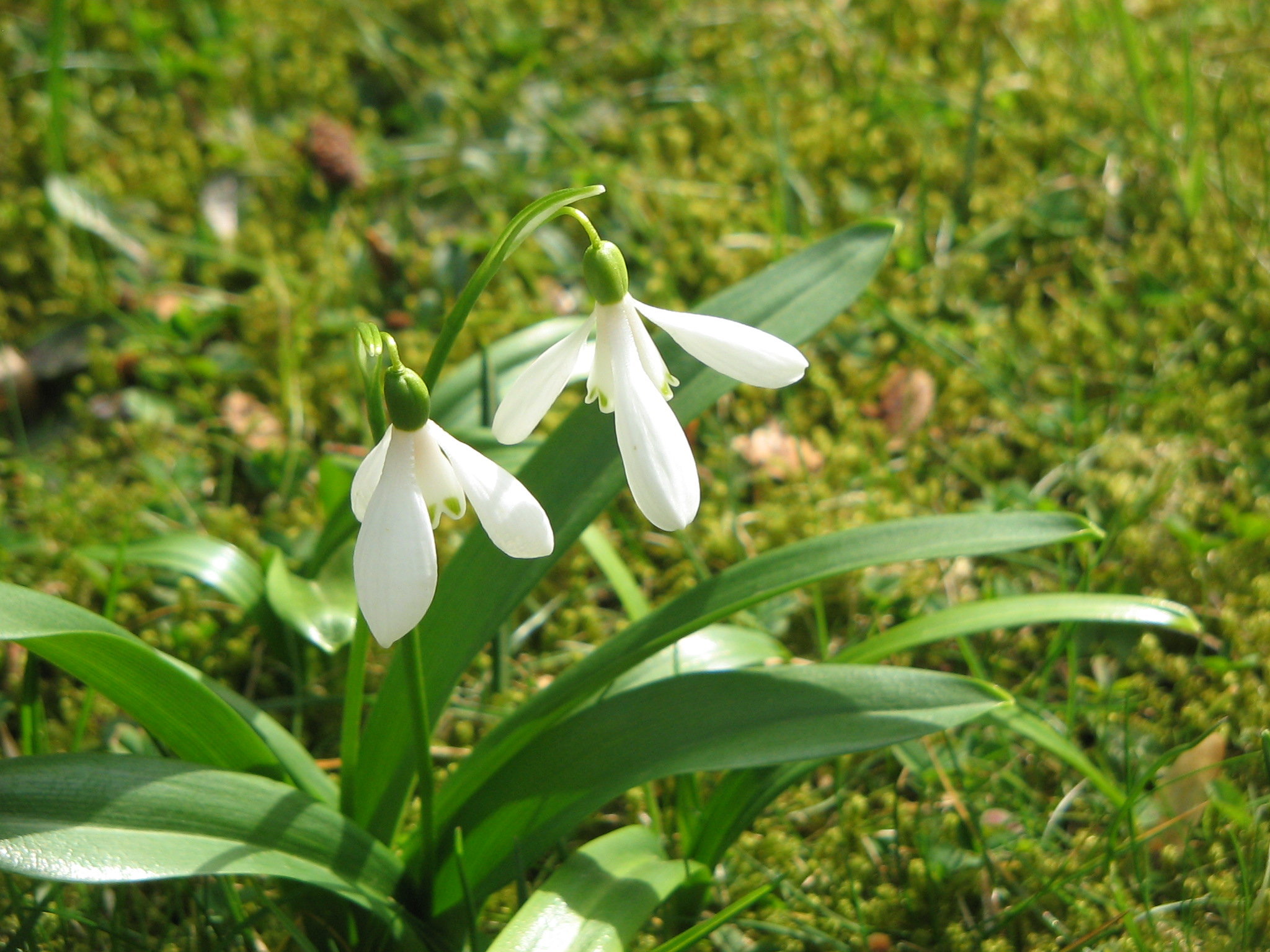
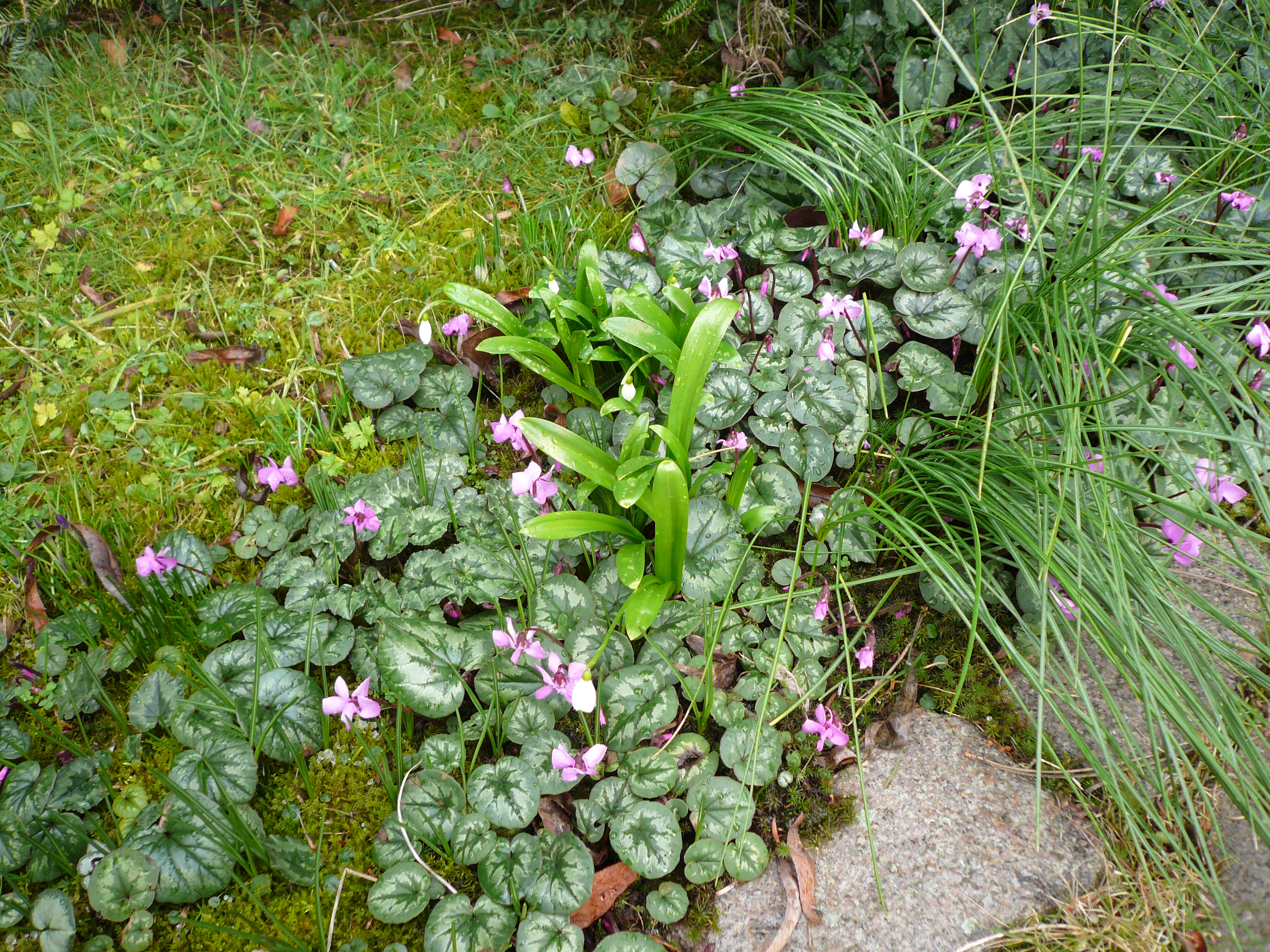
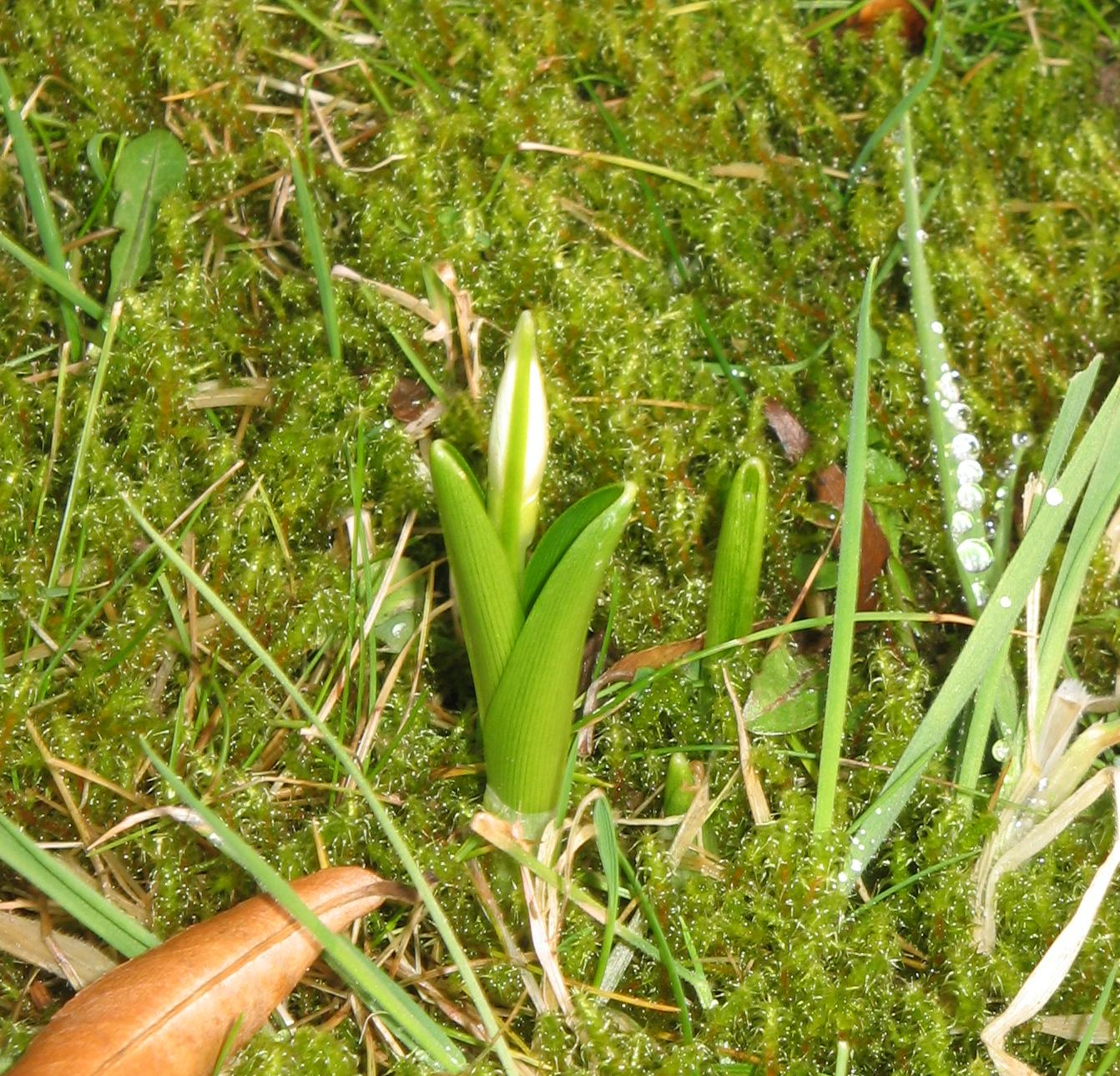